# Cruz Alta (departamento)
Cruz Alta é um departamento da Argentina, localizado na província de Tucumã.